# Horsterwold
Le Horsterwold est une jeune forêt à proximité de Zeewolde, d'environ 3700 hectares adjacent sur les bords du Nuldernauw dans la province de Flevoland, aux Pays-Bas.
Cette forêt n'est pas seulement la plus grande forêt de feuillus des Pays-Bas, mais est particulière parce qu'elle repose sur sol argileux. La croissance des arbres est spectaculaire, car les pluies acides n'ont aucun effet sur l'environnement et parce que le sol est très fertile.
À l'origine la forêt a été plantée selon le facteur abiotique des plantes, laissant la nature suivre son cours selon un environnement stimulant. Les grands herbivores devraient participer à l'équilibre.

## Utilisation de la forêt
La forêt est en partie réservée à la production industrielle, mais une zone appelée le« noyau tranquille » est libre et chacun peut s'y promener (les bottes sont recommandées).

## Test de nouveaux arbres
À Horsterwold un « Populetum » étudie différentes essences d'arbres. Des espèces de peupliers et des hybrides sont testés pour leur acclimatation aux Pays-Bas.

## Faune
Les écureuils roux ont été introduits avec succès. Des bisons seraient présents.

## Liaison
La mise en place prochaine du corridor d'Oostvaarders au nord, devrait créer une liaison avec la zone protégée d'Oostvaardersplassen.

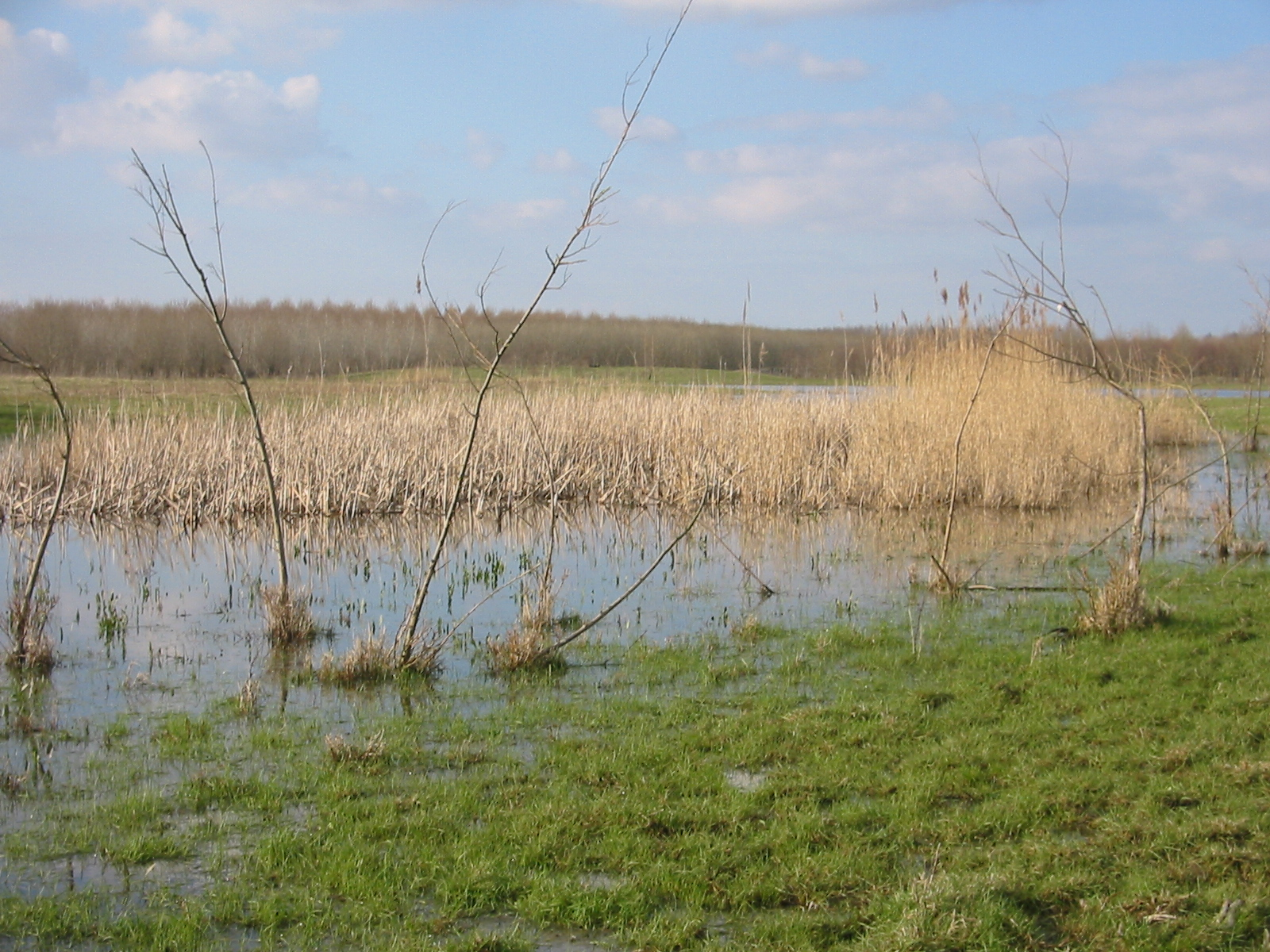
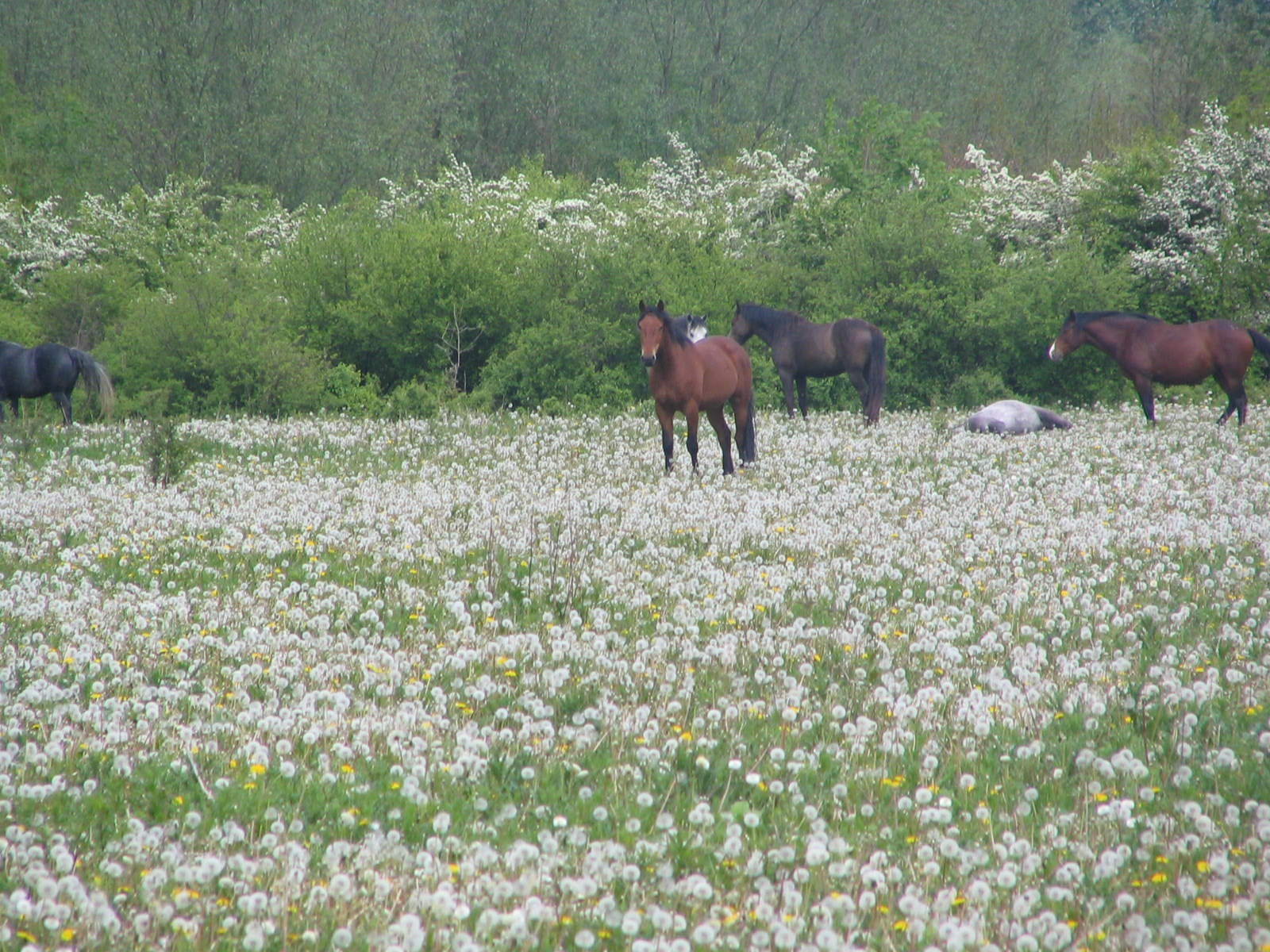
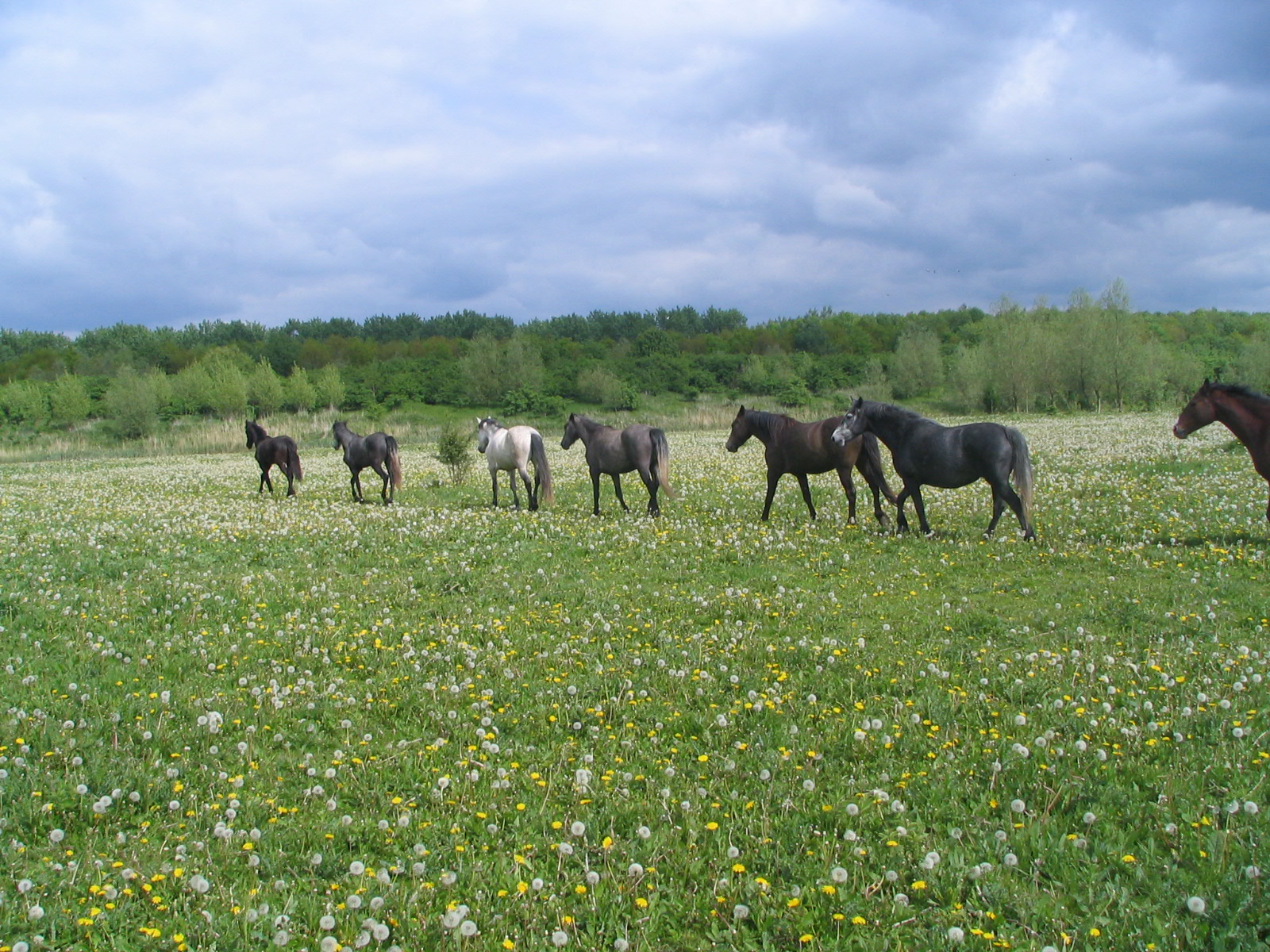